# Elena Gadel
Elena Delgado Ucea (Barcelona, 29 de octubre de 1982), más conocida como Elena Gadel, es una cantante y actriz española.

## Sus comienzos
De madre granadina y padre extremeño, desde pequeña se sintió atraída por la música, entrando a formar parte de la coral de su colegio. Con catorce años formó parte del grupo de gospel Masoulfield con el que llevaría a cabo extensas giras por Cataluña, Valencia, Islas Baleares, Aragón e incluso Andorra.

## Trayectoria
En 2002, con 19 años, deja el grupo al ser elegida como una de las concursantes de Operación Triunfo 2002 de TVE. Fue la novena expulsada. Tras su salida del exitoso espacio televisivo, éste le propuso como a sus compañeros editar un maxisencillo. En el caso de que su canción lograse superar las 200 000 copias vendidas, conseguiría un contrato discográfico con Vale Music. 
Elena presentó el tema "Es por ti". La canción vende más de 100 000 copias, que la acreditan como Disco de Platino. A pesar de ello, al no conseguir las ventas necesarias para conseguir dicho contrato, unió sus fuerzas junto a sus dos compañeras de edición, Marey y Tessa. Juntas conformaron el trío musical Lunae con el que Elena edita el álbum Olor a nuevo en el 2003. El grupo obtiene éxito con su sencillo veraniego "Hipnotizadas", el cual fue sintonía publicitaria de una conocida marca en etapa estival.
En 2004, tras disolverse Lunae, Elena comenzó su andadura en el mundo de los musicales con la exitosa Mar i Cel, permaneciendo en el mundo del teatro musical hasta la actualidad. En 2005 su trabajo fue reconocido con un Premio Butaca a la mejor actriz y una nominación a los premios Fotogramas de Plata (ambas por su papel en Mar i Cel).
Por esos años, la cantante acude a diversos espacios musicales monográficos de Operación triunfo tanto en TVE como en Telecinco. Además, interpretó durante varios años por toda la geografía española el popular papel de Rizzio en Grease: el musical de tu vida. Cabe destacar que compartió cartel con otras conocidas concursantes del célebre OT como Edurne o Gisela.
En 2009 participó en el espacio de TV3 Crackovia y comenzó a preparar su vuelta a la música con su primer disco en solitario. Es así como en 2010 nace Tocant Fusta.
En 2012 edita su anterior álbum en español dando así forma al disco De madera. En 2013 ficha como jurado del programa Oh Happy Day de TV3. El programa se emite en otoño.
En 2014 participa en el musical El petit princep interpretando el papel de la rosa en el Teatro Barts de Barcelona.
En 2015 participa en la obra teatral Guapos y pobres.
En diciembre de 2016 tuvo su primer hijo, Nil Pagès Gadel.
En 2017 participa en la Cantania cantada por niños de primaria de varios centros escolares. Titulado La nit dels malsons, tiene lugar en el Auditorio de Barcelona.
Este mismo año, visita la academia de Operación Triunfo 2017, donde expone a los concursantes su experiencia desde Operación Triunfo 2002.
En 2018 recibió el Premio Butaca en la categoría de actriz en musical por su interpretación en la obra Cabaret.
En 2017 debuta en la serie de televisión Com si fos ahir en TV3, donde aún actualmente sigue trabajando con el papel de Noe.

## En la actualidad
Desde 2016 participa en la tercera producción de El Petit Príncep interpretando el papel de rosa. También es colaboradora habitual de la tertulia sobre Oh Happy Day dentro del programa Divendres de TV3.

## Musicales y teatro
- 2004 - 2006 - Mar i Cel
- 2006 - 2010 - Grease, el musical de tu vida o eso creo
- 2012 - Over the Moon
- 2013 - 2014 - El Petit Príncep
- 2015 - Guapos y pobres
- 2016 - 2017 - El Petit Príncep
- 2017 - 2018 - Cabaret
- 2020 - 2021 - El Màgic d'Oz

## Discografía

### En solitario
- 2002 - Es por ti (Single) (Vale Music). Disco de Platino (100.000 copias)
- 2010 - Tocant fusta (Nomada 57)
- 2012 - De madera (Mass Records)
- 2014 - Delicada (Música Global)
- 2023 - La dona que em vesteix EP (Mass Ediciones Musicales), (Música Global Discográfica S.L.)

### Lunae
- 2003 - Olor a nuevo (Vale Music)

1	Nací Para Volar (Dancing In The Sky)	4:28
2	Hipnotizadas	4:01
3	Knockin'	3:04
4	Superwomen	3:39
5	No Estás Solo	4:28
6	Crushed	3:19
7	Viva Otra Vez (I'll Rise Again)	3:55
8	Loveshy	3:21
9	Cosa De Dos (You Touched My Heart)	3:59
10	Dónde Fue El Amor (Where Did Love Go)	4:13
11	He Vuelto A Creer En Mí (Starting To Believe)	3:45
12	Mi Lado Oculto (Autum Leaves)	3:20

### Singles
- 2002 - "Es por ti"
- 2003 - "Hipnotizada" (Con Lunae)
- 2004 - "Viva otra vez" (Con Lunae)
- 2010 - "Fora de Joc"
- 2010 - "Aigua"
- 2011 - "Ja no cal mirar"
- 2012 - "Tal vez"
- 2013 - "Agua"
- 2014 - "Lluna plena"
- 2014 - "Bebiendo a sorbos"
- 2014 - "Delicada"
- 2022 - "Cisne Redondo"
- 2022 - "Et Confesso"
- 2023 - "Lobo"

### Otros y colaboraciones
- 2003 - "La Verdad", a dúo con Vega para su primer álbum India
- 2005 - Colaboración en el disco del musical Mar i Cel en el que participó.
- 2006 - Colaboración en el disco New Orleans Live con el tema "Sa Torrentada"
- 2006 - Colaboración en El disc de la Marató 2006 con el dúo con Víctor Estévez "Cap cim es prou alt"
- 2008 - Colaboración en el disco del musical Grease, el musical de tu vida en el que participó.
- 2009 - "Mía", a dúo con Clara Peya en el álbum Declaracions
- 2010 - Banda Sonora de Enxaneta
- 2011 - "A Un Palmo", a dúo con El Niño de la Hipoteca en el álbum Mi novia de 2º B
- 2011 - Colaboración en el disco de 11 peces
- 2012 - Canción para El maratón de la pobreza
- 2012 - Canción "La esperanza es real"
- 2013 - Colaboración en el disco Lo gaiter de la muga de Toni Pagès, Matías Míguez y Amadeu Casas
- 2013 - Colaboración en El disc dels optimistes
- 2013 - "Una Dona Que Es Diu Muntanya", a dúo con Alessio Arena en el álbum Bestiario Familiare
- 2013 - Colaboración en el disco Altres cançons de Nadal 5
- 2014 - "Paraules D'Amor", a dúo con Ol'Green en el álbum A La Verda!
- 2014 - Canción del programa Quina penya de Barça TV
- 2014 - Colaboración en el disco de musical El Petit Príncep.
- 2016 - Colaboración en el disco recopilatorio para el 25º aniversario del Club Super3

### Operación Triunfo: álbumes
- Discos de las galas del programa:

- Gala 0 (A fuego lento de Rosana)
- Gala 1 (Me cuesta tanto olvidarte, junto a Mai Meneses, de Mecano)
- Gala 2 (Fallin, junto a Vega (cantante) y Beth, de Alicia Keys)
- Gala 3 (Tu me amas, junto a Manuel Carrasco, de Ana Belen y Ketama)
- Gala 4 (Strong Enough, junto a Marey y Cristie, de Cher)
- Gala 5 (You're still the one, junto a Vega, de Shania Twain)
- Gala 6 (Hoy tengo ganas de ti, junto a Miguel Nandez, de Miguel Gallardo)
- Gala 7 (Devórame otra vez, junto a Hugo Salazar, de Lalo Rodríguez)
- Gala 8 (Think, junto a Ainhoa Cantalapiedra, de Aretha Franklin)
- Gala 9 (His eye on the sparrow de Lauryn Hill)

- Disco La fuerza de la vida (2002) (Álbum recopilatorio). Más de 600.000 copias vendidas. 6 Discos de Platino.
- Disco Generación OT: Juntos (2003) (Álbum de los concursantes de la 1º y 2º edición juntos). Más de 500.000 copias vendidas. 5 Discos de Platino.

### Televisión
- 2002 - Operación Triunfo 2002 "OT2". TVE. Concursante.
- 2003 - Generación OT: Destino Eurovisión. TVE. Ella misma.
- 2013 - Oh, Happy Day. TV3. Jurado.
- 2017-presente - Com si fos ahir. TV3. Noe.
- 2021 - Nit de Nits. TV3. Actuación musical.

### Radio
- 2011 - 2015 - Sección semanal en 'Els imperdibles' (Onda Cero Catalunya)